# Wallengrenia
Wallengrenia là một chi bướm ngày thuộc họ Bướm nâu.

## Các loài
- Wallengrenia otho (Smith, 1797)
- Wallengrenia egeremet (Scudder, 1863)
- Wallengrenia premnas (Wallengren, 1860)